# Fehndorfer Moor
Das Fehndorfer Moor ist ein Naturschutzgebiet in der niedersächsischen Stadt Haren (Ems) im Landkreis Emsland.

## Allgemeines
Das Naturschutzgebiet mit dem Kennzeichen NSG WE 324 ist circa 29,43 Hektar groß. Es steht seit dem 29. Oktober 2022 unter Naturschutz. Zuständige untere Naturschutzbehörde ist der Landkreis Emsland.

## Beschreibung
Das Naturschutzgebiet liegt nordwestlich von Meppen an der Grenze zu den Niederlanden. Es stellt einen Hochmoorrest als Bestandteil des ehemals ausgedehnten Bourtanger Moores unter Schutz. Die Restfläche wurde nach dem Ende des hier 1956 begonnenen industriellen Torfabbaus in den 1990er-Jahren nicht kultiviert. Ab dem Jahr 2000 wurde die Fläche zur Hochmoorregeneration hergerichtet und wiedervernässt.
Im Naturschutzgebiet sind unter anderem Moorheiden und Torfmoos-Wollgras-Gesellschaften zu finden. Stellenweise haben sich naturnahe Stillgewässer entwickelt. Am nördlichen Rand des Naturschutzgebietes siedelt die Zweiblättrige Waldhyazinthe.
Im Norden des Naturschutzgebietes befindet sich eine Aussichtsplattform. Das Naturschutzgebiet ist nach Norden und Osten von intensiv genutzten Ackerflächen und nach Westen und Süden von bewaldeten Flächen umgeben.